# Kim Suominen
Kim Suominen (ur. 20 października 1969 w Turku, zm. 18 listopada 2021 tamże) – fiński piłkarz występujący na pozycji pomocnika.

## Kariera klubowa
Suominen karierę rozpoczynał w sezonie 1987 w pierwszoligowym zespole TPS Turku. W sezonie 1989 wywalczył z nim wicemistrzostwo Finlandii, a w sezonie 1991 Puchar Finlandii. W 1992 roku przeszedł do innego pierwszoligowca, FF Jaro. Spędził tam dwa sezony, a potem przeniósł się do TPV Tampere, z którym w sezonie 1994 zdobył mistrzostwo Finlandii.
Na początku 1995 roku Suominen został graczem austriackiego VfB Mödling. W Bundeslidze zadebiutował 5 marca 1995 w wygranym 2:0 meczu z Tirolem Innsbruck. W sezonie 1994/1995 spadł z zespołem do Erste Ligi.
W 1996 roku przeszedł do szwedzkiego IFK Norrköping. Występował tam przez dwa sezony. Następnie wrócił do Finlandii, gdzie grał w drugoligowym Interze Turku, a także pierwszoligowych drużynach Jazz Pori oraz TPS Turku. W 2000 roku zakończył karierę.

## Kariera reprezentacyjna
W reprezentacji Finlandii Suominen zadebiutował 20 stycznia 1993 w zremisowanym 0:0 meczu towarzyskiego turnieju Nehru Cup z Indiami. 13 października 1993 w przegranym 2:3 pojedynku eliminacji mistrzostw świata 1994 ze Szwecją strzelił pierwszego gola w kadrze. W latach 1993–1996 w drużynie narodowej rozegrał 39 spotkań i zdobył 4 bramki.